# Моделі 90-60-90 (телесеріал, Аргентина)
«Моделі 90-60-90» (ісп. 90 60 90 modelos) — драматичний телесеріал аргентинського виробництва про модельний бізнес.

## Сюжет
Звичайна дівчина Люсія (Наталія Орейро) мріє про заможне життя та успіх в індустрії моди. Для здійснення своєї мрії вона влаштовується в модельне агентство, але працює там секретарем. Господар модельної агенції згодом все ж таки помічає таланти та здібності Люсії. Починаючи кар'єру моделі в цьому fashion-агентстві, Люсія навіть і не підозрює, що в ньому ж працює її біологічна мати, яка віддала колись маленьку дівчинку на виховання у іншу родину, щоб стати королевою подіуму.

## В ролях
| Актор              | Роль                    |
| ------------------ | ----------------------- |
| Наталія Орейро     | Люсія Перальта          |
| Сільвія Кутіка     | Євгенія «Кука» Дальтон  |
| Рауль Тайбо        | Густаво «Таво» Ерера    |
| Сегундо Сернадас   | Доктор Фабрісіо         |
| Флоренсія Ортіс    | Агустина Сіснерос       |
| Флоренсія Бертотті | Вероніка                |
| Андреа Кемпбелл    | Беатріс Сусана Гонсалес |
| Освальдо Лапорт    | Мартін Лескано          |